# Billy Bragg

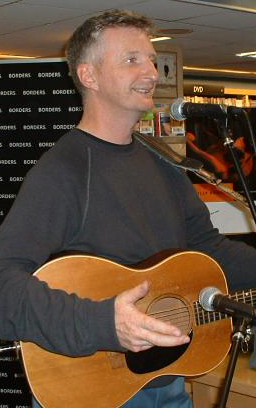
Billy Bragg

Billy Bragg (20 de desembre de 1957 a Barking, Essex, Anglaterra) va formar part de l'anomenat anti-Folk dels anys 80.
És un artista influït tant pel punk-rock com pels cantautors compromesos, especialment pel llibertari Woody Guthrie, del qual recull la tradició dels trobadors europeus.
Al costat del grup Wilco, Corey Harris i Natalie Merchant, realitza dos discs homenatge a Woody Guthrie, amb cançons d'aquest mai editades i altres que agradaven a l'artista i que tenia recopilades, al costat de notes i comentaris explicant la història d'alguna d'elles.

## Discografia
- Life's a Riot with Spy Vs Spy (1983)
- Brewing Up with Billy Bragg (1984)
- Talking with the Taxman about Poetry (1986)
- Back to Basics (1987)
- Workers Playtime (1988)
- The Internationale (1990)
- The Peel Sessions Album (1991)
- Don't Try This at Home (1991)
- William Bloke (1996)
- Bloke on Bloke (1997)
- Mermaid Avenue (1998) (amb Wilco)
- Reaching To The Converted (1999)
- Mermaid Avenue Vol. II (2000) (amb Wilco)
- England, Half English (2002) (amb els Blokes)
- Must I Paint You a Picture? The Essential Billy Bragg (2003)
- Mr Love & Justice (2008)
- Fight Songs (2011)
- Mermaid Avenue Vol. III (2012) (amb Wilco)
- Mermaid Avenue: The Complete Sessions (2012) (amb Wilco)
- Tooth & Nail (2013)

## Recopilatoris i material extra
- Volume 1 (2006) - Box set de 8 cds, inclou els seus dos primers discs, dos més, un d'ells en directe, un DVD, i tres discs amb material sobrant de cadascun dels discs d'estudi que apareixen.

Entre les cançons es poden trobar La internacional, l'himne alternatiu americà This Land Is Your land, compost per Woody Guthrie, o Joe Hill tema de Joan Baez sobre la figura d'un altre gran trobador llibertari, el suec Joe Hill, afusellat per lluitar pels drets de tots.
- Volume 2 (2006) - Box set amb la resta de material editat.